# Monday.com
monday.com là một công cụ quản lý dự án cho phép các tổ chức quản lý các nhiệm vụ, dự án và làm việc theo nhóm. Tính đến năm 2020, công ty phục vụ 100.000 tổ chức, bao gồm nhiều tổ chức phi kỹ thuật. Vào tháng 7 năm 2019, công ty đã huy động được 150 triệu đô la, dựa trên mức định giá 1,9 tỷ đô la. Monday.com đã giành giải thưởng Webby năm 2020 cho năng suất trong hạng mục Apps, Mobile & Voice.

## Lịch sử
Sản phẩm được tạo ra vào năm 2010  như một công cụ nội bộ trong công ty Wix.com của Israel. Vào tháng 2 năm 2012, sản phẩm đã rời Wix để trở thành một công ty riêng có tên daPulse, với Roy Mann, cựu nhân viên của Wix làm CEO.  Đến tháng 8 năm đó, công ty đã huy động được 1,5 triệu đô la tài trợ hạt giống.
Vào tháng 6 năm 2016, công ty đã tuyên bố đóng cửa vòng huy động vốn Series A với $ 7.6 triệu. Vòng này được dẫn dắt bởi Genesis Partners, với sự tham gia của người ủng hộ hiện tại Entrée Capital.
Vào tháng 4 năm 2017, công ty đã huy động được 25 triệu đô la. Vòng này được dẫn dắt bởi công ty Insight Venture Partners có trụ sở tại New York, với sự tham gia của các nhà đầu tư Series A hiện tại Genesis Partners và Entrée Capital.
Vào tháng 11 năm 2017, công ty đã thay đổi tên thương hiệu của mình từ daPulse thành monday.com.
Vào tháng 7 năm 2018, công ty đã huy động một vòng tài trợ Series C trị giá 50 triệu đô la. Vòng này được dẫn dắt bởi công ty cổ phần tăng trưởng có trụ sở tại New York, Tập đoàn Stripes, với sự tham gia của các nhà đầu tư Series A và B hiện tại, Đối tác liên doanh Insight và Entrée Capital.
Vào tháng 7 năm 2019, công ty đã tuyên bố huy động một vòng Series D trị giá 150 triệu đô la, nâng tổng số tiền tài trợ lên tới 234,1 triệu đô la. Vòng này được dẫn dắt bởi Sapphire Ventures với sự tham gia của Hamilton Lane, HarbourVest Partners, ION Crossover Partners và Vintage Investment Partners.